# NGC 5824
NGC 5824 هي مجرة تتبع كوكبة السبع. اكتشفها جيمس دنلوب في 14 مايو 1826.

## روابط خارجية
- NGC 5824 على موقع ويكي سكاي: DSS2, SDSS, GALEX, IRAS, Hydrogen α, X-Ray, Astrophoto, Sky Map, Articles and images